# LasVegas Records
LasVegas Records ist ein Indie-Label aus Wien/Österreich, das 2006 von Andreas Jantsch, Bernhard Kuri, Luis Pasching, Christoph Pirngruber, Niklas Schinerl und Alf Peherstorfer gegründet wurde und das zu Beginn hauptsächlich deutschsprachigen Alternative-Pop veröffentlichte. Nach dem Fußballsampler "Lieber ein Verlierer sein" (in Kooperation mit FM4 und ballesterer) anlässlich der Europameisterschaft 2008 in Österreich und der Schweiz hat sich die Labelpolicy verbreitert und es fanden auch Indie-Rock, Singer-Songwriter und Electropop-Acts ihre Heimat bei LasVegas Records.
Mit der Berlinerin illute veröffentlichte LasVegas Records 2010 erstmals einen Act aus dem Ausland. Seit 2016 hat das Las Vegas Records eine Kooperation mit Universal Music Austria.

2017 erhielt die Band Leyya den Amadeus Austrian Music Award in der Kategorie FM4.

## Bands
- C-60
- Candy Beat Camp
- DAWA
- Duscher&Gratzer
- Einhorn
- FRANZ Pop Collective (Julia Franz Richter, Clemens Wenger und Felix Hafner)[2][3][4]
- Kommando Elefant
- Like Elephants
- Leyya
- Maur Due & Lichter
- My Name Is Music
- Neuschnee
- Pop:sch
- Roy de Roy
- The Helmut Bergers
- Viech

## Ehemalige Bands
- Cafe Amigo (bis 2009)
- Fresco (bis 2011)
- illute (bis 2011)
- Squishy Squid (bis 2011)
- Valesta (bis 2010)

## Kooperationspartner
- Hoanzl
- Broken Silence
- FM4
- ballesterer fm